# Discographie de Secret
La discographie du girl group sud-coréen Secret est composée de deux albums studios, six mini-albums et de seize singles.

## Albums

### Albums studios
| Titre                                                                                       | Détails de l'album                                                                                               | Meilleures positions | Meilleures positions | Ventes                |
| Titre                                                                                       | Détails de l'album                                                                                               | KOR ,                | JPN                  | Ventes                |
| Coréen                                                                                      | Coréen | Coréen               | Coréen               | Coréen                |
| ------------------------------------------------------------------------------------------- | --- | -------------------- | -------------------- | --------------------- |
| Moving in Secret                                                                            | - Date de sortie : 18 octobre 2011 - Label : TS Entertainment - Formats : CD, téléchargement numérique           | 3                    | —                    | - COR: Plus de 16 619 |
| Japonais                                                                                    | |                      |                      |                       |
| Welcome to Secret Time                                                                      | - Date de sortie : 22 août 2012 - Label : Sony Music Associated Records - Formats : CD, téléchargement numérique | —                    | 11                   | - JPN: Plus de 10 992 |
| "—" montre qu'aucun classement n'a été atteint ou que ce n'est pas sorti dans cette région. | |                      |                      |                       |

### Extended plays
| Titre                                                                                       | Détails | Meilleures positions | Meilleures positions | Ventes                                     |
| Titre                                                                                       | Détails | KOR                  | JPN                  | Ventes                                     |
| Coréen                                                                                      | Coréen | Coréen               | Coréen               | Coréen                                     |
| ------------------------------------------------------------------------------------------- | --- | -------------------- | -------------------- | ------------------------------------------ |
| Secret Time                                                                                 | - Date de sortie : 1er avril 2010 - Label : TS Entertainment - Formats : CD, téléchargement numérique                | 4                    | —                    | - COR: Plus de 10 000                      |
| Madonna                                                                                     | - Date de sortie : 12 août 2010 - Label : TS Entertainment - Formats : CD, téléchargement numérique                  | 5                    | —                    | - COR: Plus de 15 000                      |
| Poison                                                                                      | - Date de sortie : 13 septembre 2012 - Label : TS Entertainment - Formats : CD, téléchargement numérique             | 3                    | 170                  | - COR: Plus de 10 886 - JPN: Plus de 1 378 |
| Letter from Secret                                                                          | - Date de sortie : 30 avril 2013 - Label : TS Entertainment - Formats : CD, téléchargement numérique                 | 7                    | —                    | - COR: Plus de 8 532                       |
| Secret Summer                                                                               | - Date de sortie : 11 août 2014 - Label : TS Entertainment - Formats : CD, téléchargement numérique                  | 2                    | —                    | - COR: Plus de 10 931                      |
| Japonais                                                                                    | |                      |                      |                                            |
| Shy Boy                                                                                     | - Date de sortie : 16 novembre 2011 - Label : Sony Music Associated Records - Formats : CD, téléchargement numérique | —                    | 9                    | - JPN: Plus de 11 119                      |
| "—" montre qu'aucun classement n'a été atteint ou que ce n'est pas sorti dans cette région. | |                      |                      |                                            |

### Single albums
| Titre                                                                                       | Détails                                                                                                | Meilleures positions | Meilleures positions | Ventes                |
| Titre                                                                                       | Détails                                                                                                | KOR                  | JPN                  | Ventes                |
| Coréen                                                                                      | Coréen                                                                                                 | Coréen               | Coréen               | Coréen                |
| ------------------------------------------------------------------------------------------- | --- | -------------------- | -------------------- | --------------------- |
| Shy Boy                                                                                     | - Date de sortie : 6 janvier 2011 - Label : TS Entertainment - Formats : CD, téléchargement numérique  | 4                    | —                    | - COR: Plus de 21 294 |
| Starlight Moonlight                                                                         | - Date de sortie : 1er juin 2011 - Label : TS Entertainment - Formats : CD, téléchargement numérique   | 2                    | —                    | - COR: Plus de 10 775 |
| Gift From Secret                                                                            | - Date de sortie : 9 décembre 2013 - Label : TS Entertainment - Formats : CD, téléchargement numérique | 7                    | —                    | - COR: Plus de 5 051  |
| "—" montre qu'aucun classement n'a été atteint ou que ce n'est pas sorti dans cette région. | |                      |                      |                       |

## Singles
| Titre                                                                                       | Année  | Meilleures positions | Meilleures positions | Meilleures positions | Meilleures positions | Ventes                          | Album                        |        |        |        |        |
| Titre                                                                                       | Année  | KOR Gaon             | KOR Billboard        | JPN Oricon           | JPN Billboard        | Ventes                          | Album                        |        |        |        |        |
| Coréen                                                                                      | Coréen | Coréen               | Coréen               | Coréen               | Coréen               | Coréen                          | Coréen                       | Coréen | Coréen | Coréen | Coréen |
| ------------------------------------------------------------------------------------------- | ------ | -------------------- | -------------------- | -------------------- | -------------------- | ------------------------------- | ---------------------------- | ------ | ------ | ------ | ------ |
| "I Want You Back"                                                                           | 2009   | 27                   | —                    | —                    | —                    |                                 | Secret Time                  |        |        |        |        |
| "Magic"                                                                                     | 2010   | 2                    | —                    | —                    | —                    | - KR: Plus de 2 287 835 (2010)  | Secret Time                  |        |        |        |        |
| "Madonna"                                                                                   | 2010   | 1                    | —                    | —                    | —                    | - COR: Plus de 1 839 869 (2010) | Madonna                      |        |        |        |        |
| "Shy Boy"                                                                                   | 2011   | 2                    | —                    | —                    | —                    | - COR: Plus de 2 215 864 (2011) | Shy Boy (single)             |        |        |        |        |
| "Starlight Moonlight"                                                                       | 2011   | 2                    | 18                   | —                    | —                    | - COR: Plus de 2 987 080 (2011) | Starlight Moonlight (single) |        |        |        |        |
| "Love is Move"                                                                              | 2011   | 3                    | 3                    | —                    | —                    | - COR: Plus de 2 310 177 (2011) | Moving in Secret             |        |        |        |        |
| "Poison"                                                                                    | 2012   | 4                    | 8                    | —                    | —                    | - COR: Plus de 1 373 460 (2012) | Poison                       |        |        |        |        |
| "Talk That"                                                                                 | 2012   | 6                    | 6                    | —                    | —                    | - COR: Plus de 625 543 (2012)   | Talk That (single)           |        |        |        |        |
| "YooHoo"                                                                                    | 2013   | 5                    | 4                    | —                    | —                    | - COR: Plus de 978 757 (2013)   | Letter from Secret           |        |        |        |        |
| "I Do I Do"                                                                                 | 2013   | 15                   | 23                   | —                    | —                    | - COR: Plus de 197 990 (2013)   | Gift From Secret (single)    |        |        |        |        |
| "I'm in Love"                                                                               | 2014   | 13                   | —                    | —                    | —                    | - COR: Plus de 356 616          | Secret Summer                |        |        |        |        |
| Japonais                                                                                    |        |                      |                      |                      |                      |                                 |                              |        |        |        |        |
| "Madonna"                                                                                   | 2011   | —                    | —                    | 9                    | 18                   | - JPN: Plus de 21 208           | Welcome to Secret Time       |        |        |        |        |
| "So Much For Goodbye"                                                                       | 2012   | —                    | —                    | 17                   | 55                   | - JPN: Plus de 9 656            | Welcome to Secret Time       |        |        |        |        |
| "Twinkle Twinkle"                                                                           | 2012   | —                    | —                    | 16                   | 63                   | - JPN: Plus de 8 022            | Welcome to Secret Time       |        |        |        |        |
| "I Do I Do"                                                                                 | 2014   | —                    | —                    | 14                   | 65                   | - JPN: Plus de 8 214            |                              |        |        |        |        |
| "YooHoo"                                                                                    | 2014   | —                    | —                    | 17                   | 69                   | - JPN: Plus de 6 106            |                              |        |        |        |        |
| "—" montre qu'aucun classement n'a été atteint ou que ce n'est pas sorti dans cette région. |        |                      |                      |                      |                      |                                 |                              |        |        |        |        |

## Autres chansons classées
| Titre                                                                                       | Année | Meilleures positions | Meilleures positions | Album                        |
| Titre                                                                                       | Année | KOR Gaon             | KOR Billboard        | Album                        |
| ------------------------------------------------------------------------------------------- | ----- | -------------------- | -------------------- | ---------------------------- |
| "My Boy"                                                                                    | 2010  | 129                  | —                    | Secret Time                  |
| "Spot Light"                                                                                | 2010  | 146                  | —                    | Secret Time                  |
| "Do As You Please"                                                                          | 2010  | 150                  | —                    | Secret Time                  |
| "Empty Space"                                                                               | 2010  | 151                  | —                    | Madonna                      |
| "Do It Better" (feat. Baekchan de 8eight)                                                   | 2010  | 165                  | —                    | Madonna                      |
| "Lalala"                                                                                    | 2010  | 178                  | —                    | Madonna                      |
| "Hesitant"                                                                                  | 2010  | 199                  | —                    | Madonna                      |
| "No. 1"                                                                                     | 2011  | 190                  | —                    | Shy Boy (single)             |
| "Oh! Honey"                                                                                 | 2011  | 76                   | —                    | Starlight Moonlight (single) |
| "Melodrama"                                                                                 | 2011  | 136                  | —                    | Starlight Moonlight (single) |
| "Sexy"                                                                                      | 2011  | 104                  | —                    | Moving in Secret             |
| "Don't Laugh"                                                                               | 2011  | 113                  | —                    | Moving in Secret             |
| "Movie Star"                                                                                | 2011  | 120                  | —                    | Moving in Secret             |
| "I Hope"                                                                                    | 2011  | 149                  | —                    | Moving in Secret             |
| "Together"                                                                                  | 2011  | 151                  | —                    | Moving in Secret             |
| "Neverland"                                                                                 | 2011  | 154                  | —                    | Moving in Secret             |
| "Bastard"                                                                                   | 2011  | 162                  | —                    | Moving in Secret             |
| "Amazinger"                                                                                 | 2011  | 182                  | —                    | Moving in Secret             |
| "Calling U"                                                                                 | 2012  | 121                  | 72                   | Poison                       |
| "Falling in Love"                                                                           | 2012  | 181                  | 95                   | Poison                       |
| "Telepathy"                                                                                 | 2012  | 184                  | 57                   | Poison                       |
| "Only U"                                                                                    | 2013  | 75                   | 61                   | Letter from Secret           |
| "B.O.Y (Because of You)"                                                                    | 2013  | 126                  | —                    | Letter from Secret           |
| "Daddy Long Legs"                                                                           | 2013  | 151                  | —                    | Letter from Secret           |
| "Remember Me"                                                                               | 2013  | 160                  | —                    | Gift From Secret (single)    |
| "—" montre qu'aucun classement n'a été atteint ou que ce n'est pas sorti dans cette région. |       |                      |                      |                              |

## Vidéographie

### Clips vidéos
| Titre                  | Année  | Directeur(s) | Réf.   |
| Coréen                 | Coréen | Coréen       | Coréen |
| ---------------------- | ------ | ------------ | ------ |
| "I Want You Back"      | 2009   |              |        |
| "3 Years and 6 Months" | 2009   |              |        |
| "Magic"                | 2010   | Hong Won-Ki  | [ 10 ] |
| "Madonna"              | 2010   | Hong Won-Ki  | [ 11 ] |
| "Shy Boy"              | 2011   | Hong Won-Ki  | [ 12 ] |
| "Starlight Moonlight"  | 2011   | Hong Won-Ki  | [ 13 ] |
| "Love is Move"         | 2011   | Hong Won-Ki  | [ 14 ] |
| "Poison"               | 2012   | Hong Won-Ki  | [ 15 ] |
| "Talk That"            | 2012   | Hong Won-Ki  | [ 16 ] |
| "YooHoo"               | 2013   | Hong Won-Ki  | [ 17 ] |
| "I Do I Do"            | 2013   | Hong Won-Ki  | [ 18 ] |
| "I'm in Love"          | 2014   | Hong Won-Ki  | ,      |
| Japonais               |        |              |        |
| "Christmas Magic"      | 2011   | Hong Won-Ki  | [ 21 ] |
| "Madonna"              | 2012   | Hong Won-Ki  | [ 22 ] |
| "Shy Boy"              | 2012   | Hong Won-Ki  | [ 23 ] |
| "So Much For Goodbye"  | 2012   | Hong Won-Ki  | [ 24 ] |
| "Twinkle Twinkle"      | 2012   | Hong Won-Ki  | [ 25 ] |
| "Love is Move"         | 2012   | Hong Won-Ki  | [ 26 ] |
| "I Do I Do"            | 2014   | Hong Won-Ki  |        |
| "YooHoo"               | 2014   | Hong Won-Ki  | [ 27 ] |